# Напад на колону ЈНА у Сарајеву
Напад на колону ЈНА у Сарајеву или Масакр у Добровољачкој улици у Сарајеву 1992. године је напад који су извршиле снаге  Армије РБиХ 3. маја 1992. на колону возила ЈНА у Добровољачкој улици у Сарајеву, која се повлачила према касарни у Лукавици. У извјештају МУП-а Републике Српске, судским списима и према Републичком центру за истраживање ратних злочина Републике Српске, овај догађај, као и убиства 2. маја, се воде под заједничким именом Случај Добровољачка, те се и број од 42 погинула припадника ЈНА односи на сва та дешавања, а не само на погинуле у Добровољачкој улици.

## Почетак
Команда Друге армије – командант покојни генерал Милутин Кукањац и начелник штаба генерал Симеон Прашчевић, на основу искуства ЈНА из догађаја у Словенији и Хрватској, одлучили да измјесте јединице из касарни у Сарајеву, на Пале, у Лукавицу и друга погодна мјеста. Тако су хтјели да избјегну да муслиманске паравојне формације са малим снагама контролишу јединице у касарнама, да их искључивањем воде и струје исцрпљују и наносе им губитке.
У листу Војска, у броју од 28. маја 1992, генерал Кукањац је, одговарајући на питање зашто се Команда није раније извукла из Сарајева, написао: "Ценећи ситуацију и предвиђајући шта се може догодити, месец и по раније евакуисао сам део Команде области на сигурну локацију. После напада на зграду Команде, 22. априла, евакуисан је и други део Команде области ван Сарајева. Остао је трећи део Команде и људство за обезбеђење и опслуживање, с тим што смо се припремали за коначно напуштање Сарајева. Свакодневно су колоне возила са натовареним средствима кретале ка сигурним локацијама. То је трајало све до 2. маја до 11 часова…”
Дана 2. маја 1992. године, у 12 часова, извршен је напад на Дом ЈНА у Сарајеву од стране Зелених беретки. Том приликом је било опкољено десет припадника ЈНА који су у тим тренуцима пружали отпор.
Генерал Милутин Кукањац упутио је пуковника Милана Шупута из 65. змтп (заштитног моторизованог пука) са 2 БОВ-а и 3 пуха и 40 војника у помоћ ка Дому ЈНА. Упали су у засједу и остали блокирани у Улици Ђуре Ђаковића, уз 6 погинулих.
Кукањац зове Војну болницу, односно мајора Марка Лабудовића који је водио Диверзантски одред, да крене у помоћ групи пуковника Шупута. Лабудовић говори да не може то извршити јер нема чиме и да ће изгинути. Тек након позива Шупута и вапаја колега, Лабудовић није могао да не реагује, иако је био свјестан у шта се упушта. Укупно 15 диверзаната под командом Лабудовића креће ка Дому ЈНА са два пинцгауера, а пратила су их и два санитетска возила са јасно видљивим ознакама са ненаоружаним особљем у бијелом. На Скендерији упадају у засједу, гине 14 лица, од тога 10 из Диверзантског одреда укључујући и команданта Лабудовића. Рањено је 5 диверзаната, од којих су два заробљена. Пошто је и Команда 2. ВО нападнута Кукањац је наредио Војној полицији у касарни “Виктор Бубањ“ да се са три транспортера пробију од Швракиног насеља до Бистрика. Старјешине и војници су са једним БВП (борбено возило пјешадије-гусјеничар) и два БОВ-а (борбено оклопно возило-точкаш) чистећи барикаде пред собом успјели да стигну до Скендерије. Међутим, када су први БОВ и БВП прошли мост и скренули у Добровољачку улицу према Бистрику, командир другог БОВ-а је угледао рањене диверзанте, и умјесто у Добровољачку према Команди 2. ВО скреће на мост, гдје посада под јаком ватром успијева њих тројицу да увуче у транспортер.
Истог дана, око 13 часова, извршен је напад на возило које је транспортовало храну за команду Друге војне области. У возилу су били капетан Петровић и возач. Капетан је погинуо на лицу места, а возач, тешко рањен, успео је да стигне до команде где је издахнуо. Напад је престао око 20 часова.
Око 19 часова, 2. маја 1992. на Сарајевском аеродрому, ЈНА је заробила Алију Изетбеговића, када се враћао из Лисабона, а држан је у касарни у Лукавици.

## Добровољачка улица
Посредовањем УНПРОФОР-а, договорено је 3. маја 1992. ослобађање Изетбеговића, али да Муслимани у Сарајеву престану да нападају Команду 2. војне области ЈНА и допусте излазак из ње генерал-пуковнику Милутину Кукањцу са официрима и војницима ЈНА према Лукавици. Дана 3. маја око осам часова одлучено је да генерал Кукањац напусти команду, међутим, војска и официри не дозвољавају. После одустајања од те одлуке вратило се поверење војске и официра. Око 13 часова у разговору између канадског генерала Мекензија (први командант УНПРОФОР-а у БиХ) и генерала Кукањца договорена је размена, тада ухапшеног Алије Изетбеговића, за извлачење војске и официра из команде ка Лукавици. Размена је договорена за 15 часова. ЈНА у команду доводи лично Алију Изетбеговића са ћерком и пратњом у којој су били Златко Лагумџија, Јусуф Пушина и још неки из Изетбеговићевог врха. Како каже Маринко Милидраг уз лажни благослов и лажна обећања Алије Изетбеговића да ће конвој бити безбедан војска је напустила касарну. Покрет је почео у 18 часова.
У пратњи мировних војника УН и генерала Луиса Мекензија, Кукањац, официри и војници ЈНА око 300 лица у око 40 возила кренули су на запад према Лукавици. Мањи први део колоне ЈНА је пропуштен, то јест возила ОУН у којима су били и А. Изетбеговић и М. Кукањац. Када се Изетбеговић одвојио и отишао према згради Председништва РБиХ, према наређењу Ејупа Ганића и Стјепана Кљуића, муслиманско-хрватске јединице напале су други део колоне ЈНА који је био између Скендерије и Команде 2. војне области у Добровољачкој улици. „Пуцали су на нас са свих страна. Са кровова, прозора“, каже Милидраг. Ватра је отворена из стрељачког наоружања, а кориштене су и тромблонске мине. Пуцано је и на обележено санитетско возило у којем је погинуо примаријус др. пуковник Радуловић. Убијен је и пуковник Михајловић, официр безбедности, који је у пензију отишао дан раније. Официре су извлачили из возила и хладнокрвно убијали.
Могао сам да видим како војници територијалне одбране протурају цеви кроз прозоре цивилних аутомобила, који су били део конвоја, и пуцају. Видео сам како се крв слива низ ветробране кола... Био је то дефинитивно најгори дан у мом животу.
— генерал Луис Макензи, „Чувар мира - пут у Сарајево“
Према подацима МУП-а Републике Српске у нападима који су се одиграли 2. и 3. маја било је 42 погинула војника и цивила од чега 5 официра, 73 рањених а 215 је заробљено или отето.

## Ратни злочин
Министарство унутрашњих послова Србије расписало је због ратног злочина потјерницу за 19 лица осумњичених за напад на касарну и болницу у Сарајеву и војну колону у Добровољачкој улици, односно за злочине 2. и 3. маја 1992. године.
Међу оптуженима за ове ратне злочине налазе се Ејуп Ганић, Харис Силајџић, Хасан Ефендић тада командант Територијалне одбране, ТО БиХ), Сефер Халиловић, Мустафа Хајрулаховић звани Талијан, Заим Бацковић звани „Заги“, Јован Дивјак, Фикрет Муслимовић, Керим Лончаревић, Иво Комшић, Стјепан Кљујић.
Тужилаштво за ратне злочине Србије је предмет „Добровољачка“ преузело од Војног суда у Београду покренутог још 1992. године. Један судски процес везан за ово почео је да се води 2022. године.

## Жртве ратног злочина
У Случају Добровољачка евидентирана су 42 убијена припадника ЈНА, убијених на више мјеста у граду, од тога на Скендерији 14, Добровољачкој 9, Радничком универзитету "Ђуро Ђаковић" 3, Команди 2. војне области 2, Дому ЈНА 1, те на другим локацијама у граду 13 припадника ЈНА. Убијени су по националној припадности били: 32 Србина, 6 Хрвата, 2 муслимана и 2 Албанца. По структури било је 10 официра, 28 војника и 4 грађанска лица у ЈНА. Укупно је рањен 71 припадник ЈНА.

### Имена жртава
2. маја 1992. године

#### Убијени — Скендерија
- 1. Круно Бешлић,
- 2. Александар Благојевић,
- 3. Небојша Бојанић
- 4. Драган Витковић,
- 5. Обрад Гвозденовић,
- 6. Нихад Кастрати,
- 7. Марко Лабудовић,
- 8. Миломир Мојсиловић,
- 9. Младен Николић,
- 10. Срђан Николић
- 11. Радош Пајовић,
- 12. Бранко Поповић,
- 13. Жељко Ракић,
- 14. Ивица Цветковић,

#### Убијени — Раднички универзитет "Ђуро Ђаковић"
- 15. Слободан Јелић,
- 16. Срећко Јовановић,
- 17. Предраг Церовић,

#### Убијени — Команда 2. војне области
- 18. Горан Дивовић, рањен на Скендерији приликом развожења хране, издахнуо у кругу команде
- 19. Перица Новић,

#### Убијени — Дом ЈНА
- 20. Џевад Биџо,

3. маја 1992. године

#### Убијени — Добровољачка
- 21. Миодраг Ђукић,
- 22. Бошко Јованић,
- 23. Бошко Михајловић,
- 24. Градимир Петровић,
- 25. Будимир Радуловић, (у санитетском возилу)
- 26. Ивица Симић,
- 27. Миро Сокић, (у санитетском возилу)
- 28. Здравко Томовић,
- 29. Нормела Шуко, (у санитетском возилу)

#### Убијени на другим локација у граду или су подлегли повредама од рањавања 2. и 3. маја[2]
- 30. Зоран Гајић,
- 31. Александар Глуховић,
- 32. Миломир Јањић - Зеко (убијен 3. маја 1992)
- 33. Небојша Јовановић,
- 34. Роберт Кочиш,
- 35. Предраг Нинков, (убијен у кафићу на Бистрику 20. априла 1992)
- 36. НН Весна, (убијена у кину Сутјеска 3. маја 1992)
- 37. НН Чедо, (убијен у затвору маја 1992)
- 38. Витомир Петровић,
- 39. Властимир Петровић,
- 40. Стево Ритан,
- 41. Козафер Ротић,
- 42. Саша Урошевић. (убијен у кафићу на Бистрику 20. априла 1992)

## Налогодавци
1. Ејуп Ганић — тадашњи члан Председништва РБиХ,
2. Хасан Ефендић — тадашњи командант Штаба ТО БиХ,
3. Јусуф Пушина — тадашњи заменик шефа МУП-а,
4. Јован Дивјак — официр бивше Армије РБиХ,
5. Фикрет Муслимовић — официр бивше Армије РБиХ,
6. Драган Викић — командант Специјалне јединице полиције,
7. Емин Швракић — оснивач „Зелених беретки“,
8. Заим Бацковић Заги — оснивач „Патриотске лиге“,
9. Јовица Берковић,
10. Решад Јусуфовић,
11. Јусуф Кецман,
12. Дамир Долан,
13. Ибрахим Хоџић,
14. Исмет Бајрамовић Ћело,
15. Џевад Топић Топа.